# Peter Nanyemba
Peter Eneas Nanyemba (* 1935 im Ovamboland in Südwestafrika; † 1. April 1983 in Lubango, Angola), auch bekannt unter dem Namen Ndlimani Yomukunda Gwamupolo, war ein namibischer Revolutionär und als SWAPO-Verteidigungssekretär der People’s Liberation Army of Namibia einer der wichtigsten Freiheitskämpfer im namibischen Befreiungskampf.

## Lebensweg
Nanyemba besuchte die Schule in seinem Heimatdorf und musste nebenbei als Hirte seinen Lebensunterhalt verdienen. Mit seinem Umzug nach Walvis Bay begann er sich kritische Gedanken zur Apartheid zu machen. 1958 schloss sich Nanyemba der Ovamboland People’s Organisation (OPO) an. Mit Formierung der SWAPO zwei Jahre später wurde er schnell zu einem der wichtigsten Menschenrechts- und Freiheitsaktivisten. Im Zuge seines Vorgehens gegen das Apartheidregime wurde Nanyemba 1961 inhaftiert und ins Ovamboland deportiert.
1962 verließ Nanyemba seine Heimat und ging wie viele SWAPO-Anhänger ins Exil nach Daressalam in Tansania. Nur ein Jahr später war er bereits zum Landesrepräsentanten der SWAPO in Betschuanaland (Botswana) aufgestiegen. 1964 kehrte er als Repräsentant für Ostafrika nach Tansania zurück. 1969/70 wurde Nanyemba zum SWAPO-Verteidigungssekretär gewählt. Das Amt hatte er bis zu seinem Tod inne.
Ab 1974 war Nanyemba aktiv und federführend an der Gründung der People’s Liberation Army of Namibia (PLAN) beteiligt. Unter seiner Anleitung wurde der SWAPO-Militärrat 1977 als oberstes Organ der PLAN eingerichtet. Nanyemba wurde zum ersten Vorsitzenden des Rates und gab das Amt erst 1982 an Sam Nujoma ab.
Nanyemba wurde am 1. April 1983 bei einem Verkehrsunfall tödlich verletzt. Er erhielt 2014 den Heldenstatus und wurde im selben Jahr in Angola exhumiert und anschließend auf dem Heldenacker in Windhoek beigesetzt.
An Nanyemba erinnert eine nach ihm seit 2005 benannte Schule in Angola, eine Schule in Uukwiyuushona im Norden Namibias sowie ein Denkmal auf dem örtlichen Friedhof von Lubango.